# Thamithericles birunga
Thamithericles birunga är en insektsart som först beskrevs av Sjöstedt 1923.  Thamithericles birunga ingår i släktet Thamithericles och familjen Thericleidae.

## Underarter
Arten delas in i följande underarter:
- T. b. altitudinis
- T. b. birunga